# Simona Arghir
Simona Dora Arghir Sandu (n. 4 septembrie 1948, Lugoj, Republica Populară Română – d. 2 septembrie 1995) a fost o jucătoare de handbal din România care a evoluat la Jocurile Olimpice de vară din 1976, desfășurate la Montreal, Canada.
Simona Arghir a început să joace handbal la „Liceul nr. 4 cu program special de educație fizică” din Timișoara și a fost căpitanul echipei naționale de handbal a României care a terminat pe locul 4 în competiția de handbal feminin (în 11) de la Olimpiada de vară din 1976. Ea a jucat în patru meciuri și a înscris 9 goluri.

## Viață personală
Simona Arghir a fost căsătorită cu Mircea Sandu, împreună cu care a avut doi copii, Dan și Raluca Sandu, fostă tenismenă. Raluca are un tatuaj realizat în amintirea mamei ei, care cuprinde și numele acesteia, „Simona”. De asemenea, fata Ralucăi Sandu a fost botezată Simona.
Handbalista a decedat pe 2 septembrie 1995, în urma unui cancer generalizat.

## Palmares
- Campionatul Mondial:
  -  Medalie de argint: 1973

- Jocurile Olimpice:
  - Locul 4: 1976

## Palmares individual
- În 1971, Simona Arghir a fost declarată „Maestru al Sportului”.[3]
- În 1976, Simona Arghir a primit prin Decretul nr. 250 din 18 august 1976 distincția „Meritul Sportiv Clasa I”.[4]

- În 1995, Federația Română de Handbal a înființat în memoria handbalistei Trofeul Simona Arghir Sandu, care recompensează jucătoarea care a înscris cele mai multe goluri într-un sezon competițional din Liga Națională.

- În 1998, Simona Arghir a fost declarată postum „Maestru Emerit al Sportului” pentru performanța din 1973.[3]

Antrenorul emerit Constantin Popescu Pilică a inclus-o pe Simona Arghir Sandu în echipa ideală a României, alături de alte handbaliste legendare precum Maria Török-Duca, Victorița Dumitrescu, Luminița Huțupan-Dinu, Irene Nagy-Klimovski, Doina Furcoi și Mariana Târcă.

## Distincții
- Medalia „Meritul Sportiv” clasa I (18 august 1976) „pentru rezultatele deosebite obținute la Jocurile olimpice de vară de la Montreal – 1976, precum și pentru contribuția adusă la dezvoltarea activității sportive și la creșterea prestigiului sportului românesc pe plan internațional”[6]